# Headbanger's Ball
Headbanger's Ball er et tv-program om heavy metal som sendes på MTV hver søndag. Det blev startet lørdag 18. april 1987, men blev nedlagt i januar 1995 for at gøre plads til et andet, mere moderne program.
Den første programvært (i forgængeren Heavy Metal Mania som senere blev til Headbanger's Ball) var Dee Snider, forsanger for Twisted Sister.
Headbanger's Ball genopstod i 2003 formodentlig på grund af heavy metals genvundne popularitet. Der sendes hovedsageligt hård rock- og heavy metal-videoer. Alt fra Mötley Crue til Cradle of Filth, og Metallica til Nightwish har været vist i programmet.